# Крайкс, Питер
Питер Крайкс (англ. Peter Krikes) — американский сценарист, участвовавший в создании сценария фильмов вместе со Стивом Мирсоном.
Он получил номинацию на премию Сатурн в категории Лучший сценарий за свою работу над фильмом Звёздный путь IV: Дорога домой и также получил номинацию на премию Хьюго в категории Лучшая постановка.

## Фильмография
- Звёздный путь IV: Дорога домой (1986)[2] (со Стивом Мирсоном)
- Обратно на пляж (1987) (со Стивом Мирсоном)
- Двойной удар (1991) (соавтор сюжета совместно с Шелдоном Леттичем, Жан-Клодом Ван Даммом и Стивом Мирсоном)
- Анна и король (1999) (со Стивом Мирсоном)